# Melinda (Belize)
Melinda ist ein Ort im Stann Creek District von Belize. 2000 hatte der Ort 169 Einwohner.

## Geographie
Der Ort liegt am North Stann Creek, in der Nähe der Stelle, an welcher der Southern Highway in den Hummingbird Highway mündet. Im Süden erstreckt sich der Melinda Nationalpark und im Norden das Grants Works Forest Reserve.
Die nächstgelegenen Orte sind Hope Creek im Nordosten, Sarawee und Dangriga im Südosten, Canada Hill im Westen und Pomona im Nordwesten.
Der Hügel Canada Hill im Südwesten des Ortes steigt auf eine Höhe von 32 m an.

### Wirtschaft und Infrastruktur
In der Umgebung von Melinda (im Stann Creek Valley) werden Zitrusfrüchte angebaut.
In Melinda befindet sich auch das Unternehmen Marie Sharp’s, welches scharfe Soßen herstellt.

### Verkehr
Der Ort liegt am Hummingbird Highway, der im Nordwesten über Pomona, Middlesex und Armenia nach Belmopan an den George Price Highway führt und im Südosten na Dangriga. Bei Melinda geht vom Hummingbird Highway nach Südwesten der Southern Highway ab, der über Bella Vista und Dump nach Punta Gorda führt.
Bei Melinda liegt der Flugplatz Melinda Airport.

## Geschichte
Der Ort entstand aus der Melinda Forest Station.

Von 1892 bis 1908 bestand eine Maultierbahn, die von Dangriga nach Melinda führte. Die Bahn wurde 1908 als Stann Creek Railway zu einer Eisenbahnlinie ausgebaut und ging dann bis Middlesex. Die Bahnlinie wurde 1937 aufgegeben.